# 岩手和井內站

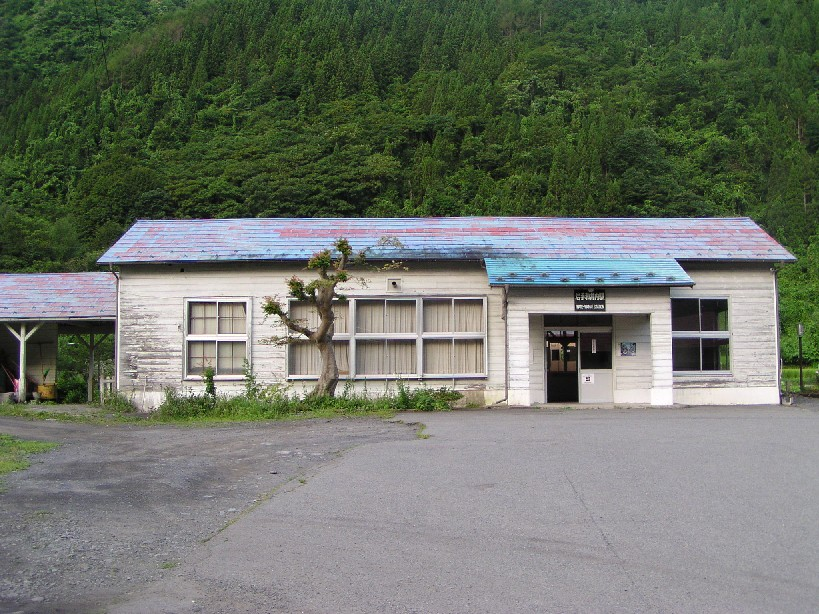
車站大樓（2003年8月）

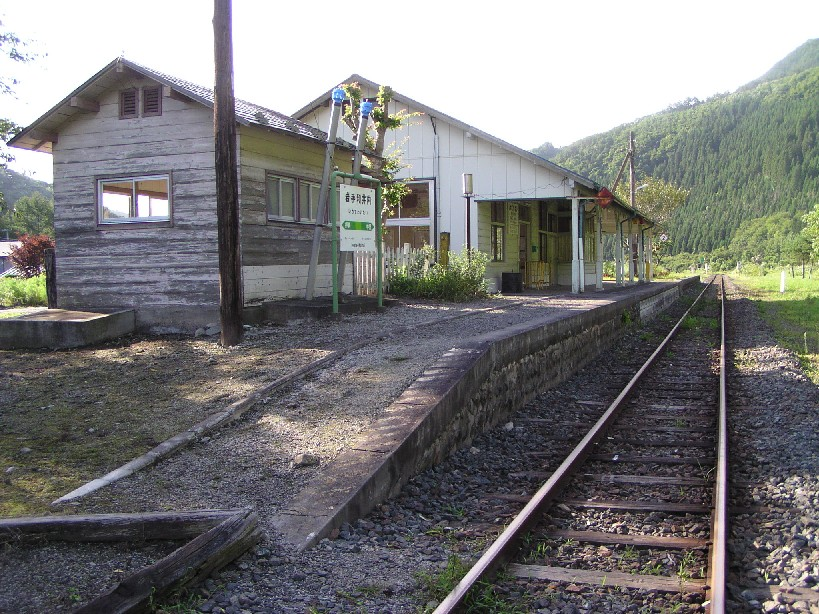
月台（2003年8月）

岩手和井內站（日语：／ Iwate-Wainai eki */?）是位於岩手縣宮古市和井內，東日本旅客鐵道的岩泉線車站（廢站）。隨著岩泉線全線廢除，車站在2014年（平成26年）4月1日廢除。

## 歷史
- 1942年（昭和17年）6月25日 - 小本線車站啟用[1]。
- 1948年（昭和23年）11月26日 - 因風災和水災而暫停營業[1]。
- 1949年（昭和24年）3月5日 - 車站重開[1]。
- 1972年（昭和47年）2月6日 - 廢除貨物業務。
- 1986年（昭和61年）3月3日 - 成為無人車站[2]。廢除岩手和井內站長，由茂市站長管理。
- 1987年（昭和62年）4月1日 - 伴隨國鐵分割民營化，車站由東日本旅客鐵道（JR東日本）營運[1]。
- 2004年（平成16年）12月 - 車站大樓被撤走。
- 2010年（平成22年）
  - 7月31日 - 由於發生天災，使岩泉線不能通行。
  - 8月2日 - 開設代行巴士服務。
- 2014年（平成26年）4月1日 - 岩泉線正式廢除，車站也被廢除[3][4]。

## 車站構造
截至車站廢除前，此站是地面車站，設有1面1線的單式月台。此站是由茂市站管理的無人車站。從前設有2面2線的相對式月台。還有貨物專用的缺角式月台。
車站啟用以來已經設有木製車站大樓，後來於2004年12月撤走，重建了小型候車室。候車室在岩泉線廢線後，變成替代巴士候車室。

## 鐵路單車
在2016年（平成28年）6月起，主要在部分季節的星期六、日及及假日，此站至中里站之間設有鐵路單車設施。

## 車站周邊
- 和井內郵局
- 宮古市立和井內小學（已關校）
- 刈屋川（日语：刈屋川）
- 國道340號（日语：国道340号）
- 東日本交通（日语：東日本交通 (岩手県)）「和井內」巴士站（岩泉線廢除替代巴士）
- 新里地域巴士（日语：新里地域バス）「舊和井內站前」巴士站

## 相鄰車站
東日本旅客鐵道（JR東日本）
■岩泉線
中里－岩手和井內－押角

## 注腳
1. 1 2 3 4 5  曾根悟（監修）. 朝日新聞出版分冊百科編集部（編集） , 编. . 週刊朝日百科. 21号 釜石線・山田線・岩泉線・北上線・八戸線. 朝日新聞出版. 2009-12-06: 21 （日语）.
2. 1 2  . 鐵道公報 (日本國有鐵道總裁室文書課). 1986-03-01: 8 （日语）.
3. ↑  岩泉線の廃止についてPDF（日語） - 東日本旅客鐵道，2013年11月8日
4. ↑  岩泉線きょう廃止届 押角トンネルなど無償譲渡（日語） - 讀賣新聞，2013年11月8日《2014年1月18日參閲，現時只保留存檔》
5. ↑   （页面存档备份，存于）（日語）